# Olga Jevrić
Olga Jevrić, cyr. Олга Јеврић (ur. 29 września 1922 w Belgradzie, zm. 10 lutego 2014 tamże) – serbska rzeźbiarka.

## Życiorys
Ukończyła średnią szkołę muzyczną w klasie profesor Zinaidy Grickart. W 1942 roku rozpoczęła studia na Akademii Muzycznej w klasie profesora Cyryla Litcharda, a rok później na wydziale rzeźby Akademii Sztuk Pięknych w klasie profesora Sretena Stojanovicia. Studia muzyczne ukończyła w 1946 roku, a rzeźbę dwa lata później. W 1950 roku została członkiem Serbskiej Akademii Nauk i Sztuk (SASA). Zmarła 10 lutego 2014 w Belgradzie. Została pochowana w alei zasłużonych na Nowym Cmentarzu w Belgradzie.

## Twórczość
Swoje rzeźby po raz pierwszy zaprezentowała w 1948 roku na wystawie studenckiej. Pierwszą indywidualną wystawę miała w 1957 roku, a rok później zaprezentowała swoje rzeźby w pawilonie jugosłowiańskim podczas 29. Biennale Sztuki w Wenecji. 10 lutego 2006 roku artystka przekazała muzeum Kuću Legata swoje 44 rzeźby. Większość z nich pokazano na specjalnej wystawie zorganizowanej w 2012 roku razem z filmami o artystce i wykonanymi przez nią fotografiami. W 2014 roku z okazji przyznania jej nagrody im. Sawy Šumanovicia została zorganizowana wystawa jej twórczości w Nowym Sadzie. Po jej śmierci w 2016 roku została zorganizowana wystawa w Wielkiej Brytanii. Przekazała 147 małych rzeźb Serbskiej Akademii Nauk i Sztuk. Początkowo tworzyła w nurcie realnego socjalizmu. W latach 50. XX wieku jej rzeźby stają się coraz bardziej modernistyczne.

## Nagrody
- 2013 Nagroda im. Sawy Šumanovicia (Nagrada „Sava Šumanović”) przyznana podczas wystawy Art Expo w Nowym Sadzie[8]
- 1991 główna nagroda na 25. wystawie Salonu Sztuki Jugosłowiańskiej w Cetynii[7]
- 1979 nagroda na IV Biennale Sztuk Plastycznych w Murskiej Sobocie[7]
- 1967 I nagroda za rzeźbę na III Triennale Sztuk Pięknych w Belgradzie[7]
- 1961 nagroda na I Jugosłowiańskim Triennale Sztuk Pięknych w Belgradzie[7]

## Filmy dokumentalne
- 1982 Prostor i vreme (RTB)
- 2001 Olga Jevrić – 50 godina rada (nKA i Goethe Institut)
- 2012 Skulptura u svetu predmeta i pejzaža – Olga Jevrić (scenariusz: Ljubomir Simović, Marko Karadžić, reżyser: Marko Karadžić, RTS)